# 5116 Korsør
Az 5116 Korsør (ideiglenes jelöléssel 1988 EU) a Naprendszer kisbolygóövében található aszteroida. Poul Jensen fedezte fel 1988. március 13-án.